# Icterus northropi
Icterus northropi là một loài chim trong họ Icteridae.